# Djermuk
Djermuk (armeni: Ջերմուկ) és una comunitat urbana d'Armènia la qual pertany a la província de Vaiots Dzor. Està ubicada al nord-est de la província, a 5 km a l'oest del límit amb Siunik.
D'acord amb el cens de l'any 2021, la població de la comunitat era de 4.070 habitants.

## Història
Es coneix de la seva existència des del segle xiii, quan la localitat és esmentada per primera vegada per l'historiador Stepanos Orbelian. No obstant això, posseeix construccions anteriors, com les restes d'una fortalesa ciclòpia i les ruïnes d'una basílica del segle viii.
Les aigües minerals de Djermuk han estat utilitzades des de fa molt temps per la gent comú i els prínceps de la província de Siunia. Això s'evidencia gràcies a les restes de la piscina construïda a l'edat mitjana, la qual va ser restaurada i reconstruïda el 1860.
A principis del segle xvi, l'est d'Armènia va caure sota el domini persa de l'imperi Safàvida. El territori de Djermuk es va convertir en part de Erivan Beglarbegi i més tard del Erivan Khanate.
Els segles xvi i xvii són considerats els més foscos de la història de Vaiots Dzor, ja que es va convertir en un camp de batalles freqüents entre les tropes invasores de les tribus turques i iranianes.
El 1747, Djermuk es va convertir en part de la República Autònoma de Nakhtxivan.
Com a resultat del Tractat de Turkmantxai firmat entre l'imperi rus i persa el 1828, després de la guerra rus-persa, molts territoris de l'est d'Armènia, incloent Djermuk, es van convertir en part de l'imperi rus.
Contrari a la riquesa històrica de la zona, els fonaments de la ciutat actual no es van establir fins al 1940. El 1962 es va inaugurar del primer sanatori, seguit del segon el 1963 i el centre d'aigües termals el 1966, començant així la història de Djermuk com a balneari turístic per a tots els ciutadans soviètics.
En els anys següents, es van construir edificis pel descans i el turisme. El 1967, la ciutat va adquirir l'estat de ciutat d'importància republicana, i el 1970 l'estat de sanatori d'importància d'Armènia.
Amb el desenvolupament gradual dels serveis, durant la dècade de 1980, la població de Djermuk va arribar als 9.000 habitants. Després de la dissolució de la Unió Soviètica (1991), i com a resultat de la crisi econòmica posterior a la independència d'Armènia, la població va disminuir fins a 5.000 habitants. El 1995, Djermuk va passar a formar part de la província de Vaiots Dzor.
Durant els últims anys, van implementar-se plans per desenvolupar encara més la ciutat com un lloc d'estiueig i destí turístic d'hivern. Es van obrir nous hotels, centres de salut, es van rehabilitar molts sanatoris i es va renovar el telefèric de l'estació d'esquí.
El setembre de 2022, Djermuk i altres ciutats armènies, van ser atacades per les forces armades d'Azerbaidjan. Com a resultat dels bombardejos, moltes cases van ser danyades i es va produir un incendi en els boscos de Djermuk.
En la reunió del consell de seguretat de l'ONU, el representant d'Armènia, Mher Margarian, va condemnar l'atac d'Azerbaidjan contra Djermuk, dient: "El bombardeig de la ciutat turística de Djermuk, que no té cap objectiu militar, és ni més ni menys, que un crim de guerra".

## Cultura
Segons la llegenda de la ciutat:
Una vegada, a Djermuk, un caçador va disparar i ferir a un cérvol. No obstant això, la fletxa no va ferir de mort a l'animal i aquest va aconseguir escapar. El caçador va seguir al cérvol ferit i va veure com saltava en el llac del manantial de Djermuk.
Uns moments després, el cérvol, sense rastres de la ferida, va sortir del llac i va escapar-se. Es diu que va ser així com els habitants van descobrir els poders curatius de les aigües d'aquest manantial.

## Economia i turisme
El 1940 va obrir a Djermuk el primer sanatori, començant així l'activitat de la ciutat com a balneari.
A partir d'aquí, van començar a operar diferents pensions, hotels i spas basats en l'aigua de la comunitat.
Actualment, l'economia de la localitat es basa en les seves aigües ja que a Djermuk s'ubica la fàbrica d'embotellat d'aigua mineral Jermuk SA (Pty) Ltd., hotels i destacats spas turístics.

## Llocs d'interès

### Cascada Djermuk
Té una altura de 70 metres i és considerada la segona més alta de tot Armènia.
La llegenda explica que un noble va construir un castell sobre les roques del congost. La filla del noble era tan bella que tots els nois del món es volien casar amb ella. Però la filla estava enamorada del fill d'un pastor.
Cada nit, la noia deixava anar una corda pel congost, i el seu amant s'enfilava fins a la seva finestra. Un dia, un noble va trobar la corda i va maleir a la noia amb les paraules "Et maleeixo perquè et converteixis en sirena i mai surtis de l'aigua si et tornes a trobar amb el pastor". A la nit, la noia va deixar anar la seva trena, en lloc de la corda, i es va convertir en sirena i el seu cabell en una cascada. Des d'aquell dia la gent l'anomena la cascada: El cabell de la sirena.

### Telefèric de l'estació d'esquí
El novembre de 2007 es va inaugurar la primera etapa del telefèric amb una capacitat per a 200 persones. La longitud és de 1006 metres i el punt més alt es troba a 2480 metres, on hi ha una cafeteria i restaurant.

### Galeria d'aigües termals
S'hi troben 5 tipus diferents d'aigua mineral natural, amb temperatures que van des dels 30 °C fins als 57 °C. L'aigua flueix per petits forats fins a grans càntirs de pedra.

### Església Saint Gayane
Construïda el 2007, l'interior està decorat amb sis grans icones, que representen la crucifixió de Crist, la conversió amènia, la Verge Maria i la Verge Gayane.

### Galeria d'art
És una sucursal de la galeria nacional d'art d'Armènia, fundada el 1973. Exposades s'hi poden trobar pintures i escultures d'artistes armenis com: Martiròs Sarian, Ara Sargsyan, Sargis Muradyan, Ara Harutyunyan, Hakob Hakobyan, Rudolf Khachatryan.

### Carrer de Ferdinand Ghazaryan
Al costat de la galeria d'aigua mineral es troba aquest carrer, on hi ha escultures tallades en la roca dels herois de la guerra d'alliberació d'Armènia.

### Guèiser
Aquest es troba a 5 km de la ciutat, a la zona de reserva protegida. S'hi pot arribar amb un vehicle totterreny o bé caminant. El guèiser és una piscina natural d'aigua tíbia, el qual brota aigua cada dos minuts.

### Parc de Djermuk
És un parc natural amb un llac i diferents camins per on passejar.

## Clima
Djermuk té un clima muntanyós. L'estiu és fresc i l'hivern és llarg i nevat. Durant l'any la temperatura varia entre els -15 °C i els 24 °C.
La temporada de calor dura tres mesos i mig, del 6 de juny al 18 de setembre, amb una temperatura màxima mitjana de 18 °C. El mes més calorós és juliol amb una temperatura màxima mitjana de 24 °C.
La temporada freda dura tres mesos, del 26 de novembre al 4 de març, amb una temperatura màxima mitjana inferior a 0 °C. El mes més fred de l'any és gener, amb una temperatura mínima mitjana de -14 °C.

## Transport
Per Djermuk passa la carretera H42 (d'uns 25 km), la qual connecta a la ciutat amb Gndevaz i Getik.

### Autobús
La ciutat també té una estació d'autobús amb dues rutes, la 557 la qual utilitza un autobús normal i la 558 que utilitza un mini autobús. Les dues rutes fan les següents parades en 4 hores i mitja i 4 h respectivament: Djermuk, Vaik, Ieghegnadzor, Erevan (plaça del treball) i Erevan (estació).

### Aeroport
Antigament, Djermuk també tenia un aeroport, el més alt d'Armènia amb una altitud de 2.070 metres. Aquest es va posar en funcionament el 1956. El 1976 va tenir lloc el primer vol d'Erevan a Djermuk i l'últim va ser realitzat el 1989.
Des de la dècade de 1990, l'aeroport només s'ha utilitzat per als helicòpters que transporten alts funcionaris del govern.
El 2008, el govern va estar discutint sobre construir un nou aeroport a Djermuk, fins i tot es van fer estudis de viabilitat, però finalment no es va acabar construint.
Des de 2006 les antigues terres de l'aeroport estan en mans privades.

## Esport
Djermuk patrocina nombrosos tornejos d'escacs, els quals han acollit a mestres internacionals.
El 2006, Djermuk va començar a organitzar un torneig internacional d'escacs per joves. El mateix any, les semifinals del campionat nacional i una etapa del campionat mundial d'escacs es van jugar a Djermuk.

## Personatges il·lustres
- Pandukht Manukyan (Манукян, Пандухт Амаякович): Governador de la província de Vaiots Dzor
- Narek Sargsyan (Саргсян, Нарек Альбертович): President del comitè estatal de desenvolupament urbà del govern d'Armènia
- Khachatryan, Vardan Joraevich (Хачатрян, Вардан Жораевич): Ministre d'hisenda i economia i assessor del president d'Armènia

## Ciutats agermanades
- Arkhànguelsk, Rússia[16]

- Sant Rafèu, França[17]
- Shchuchinsk, Kazakhstan[18]

## Galeria

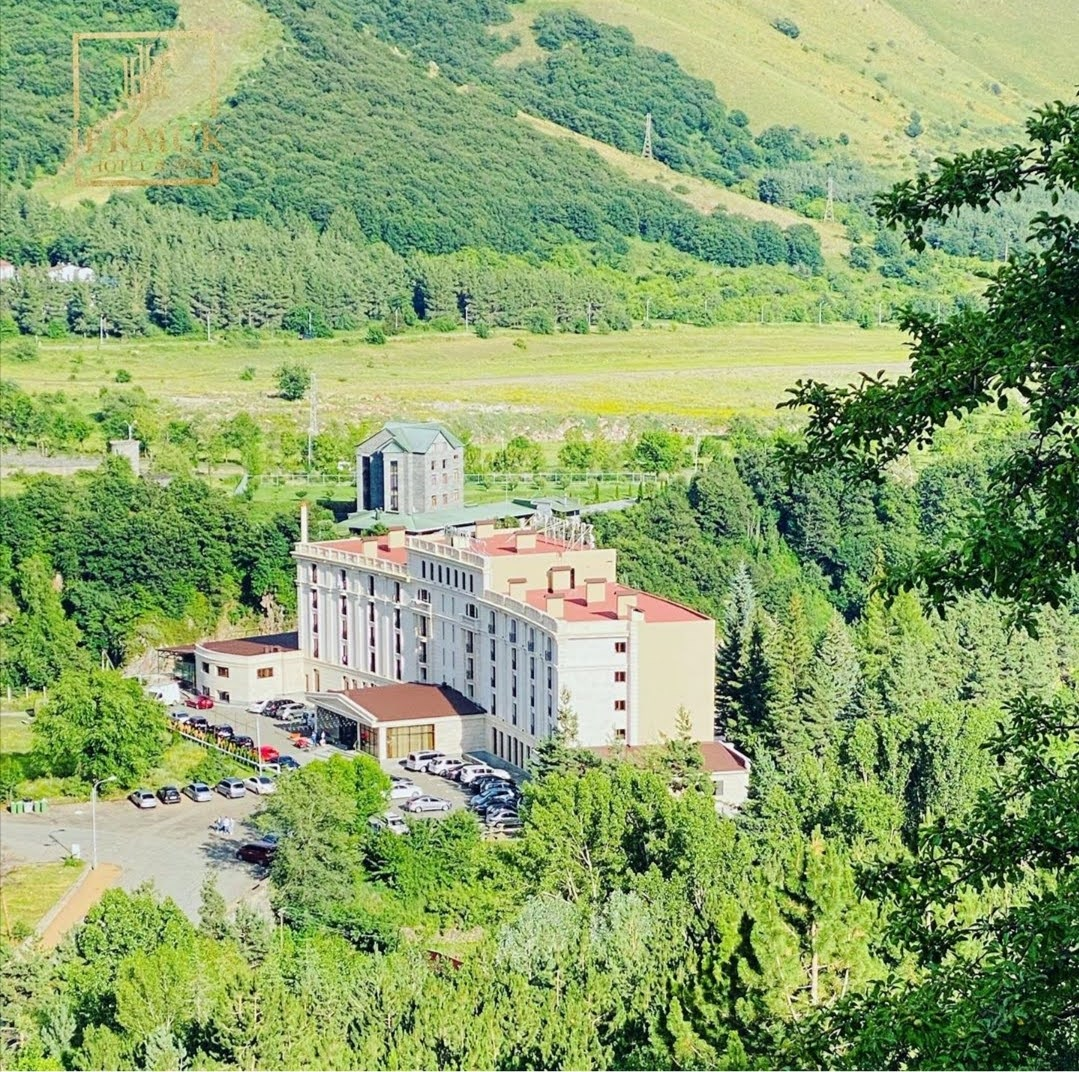
Hotel Spa de Djermuk
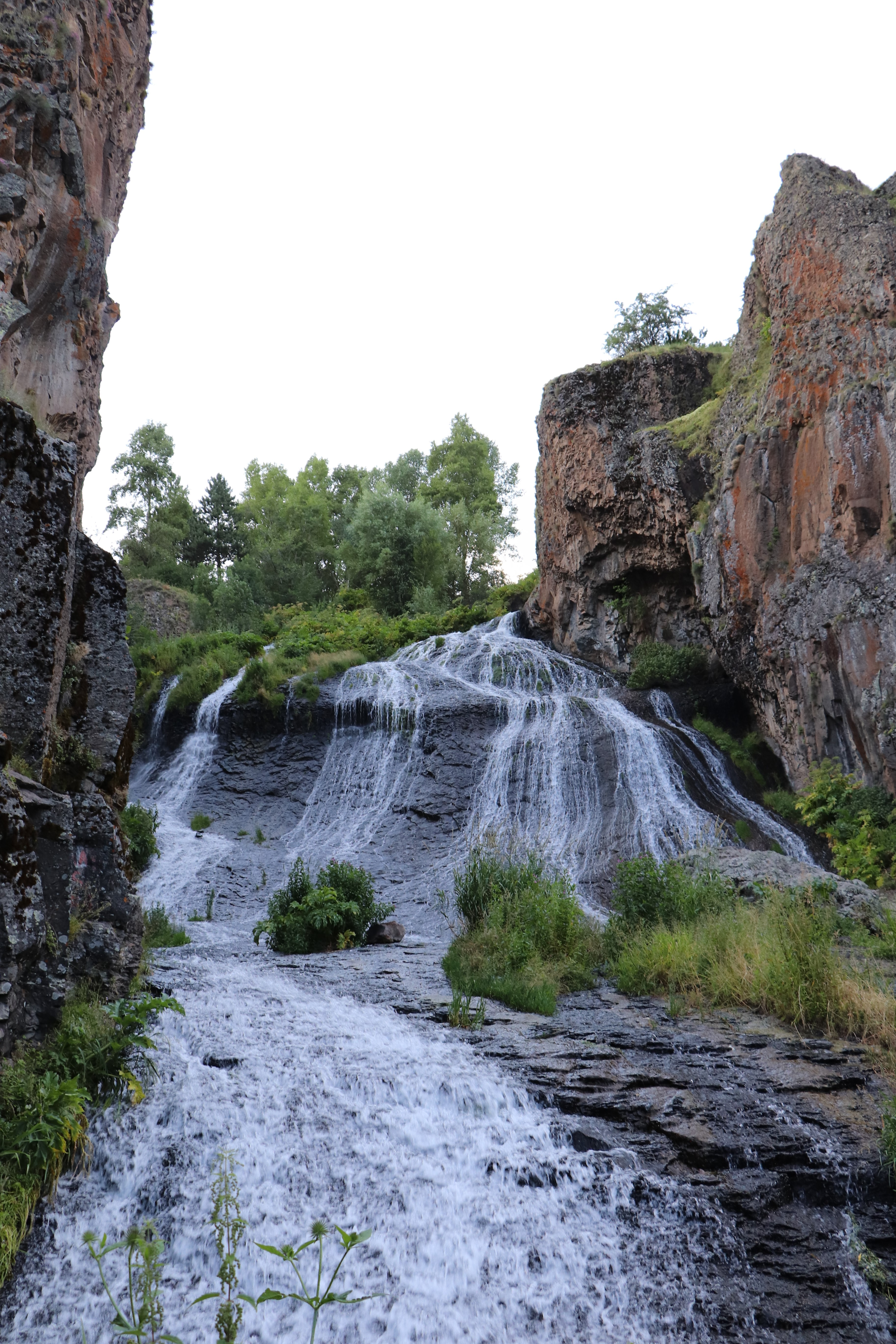
Cascada de Djermuk
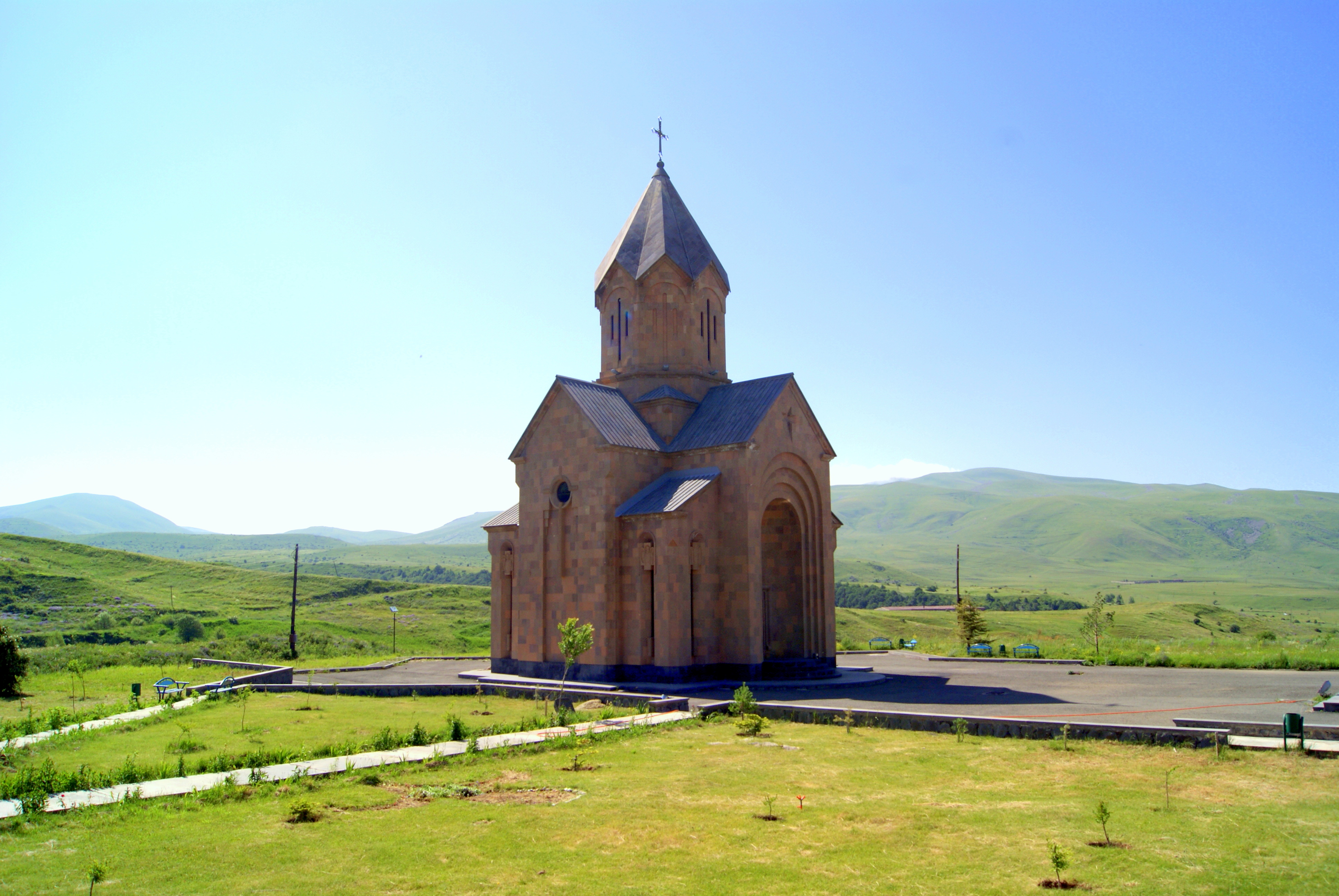
Església de Saint Gayane
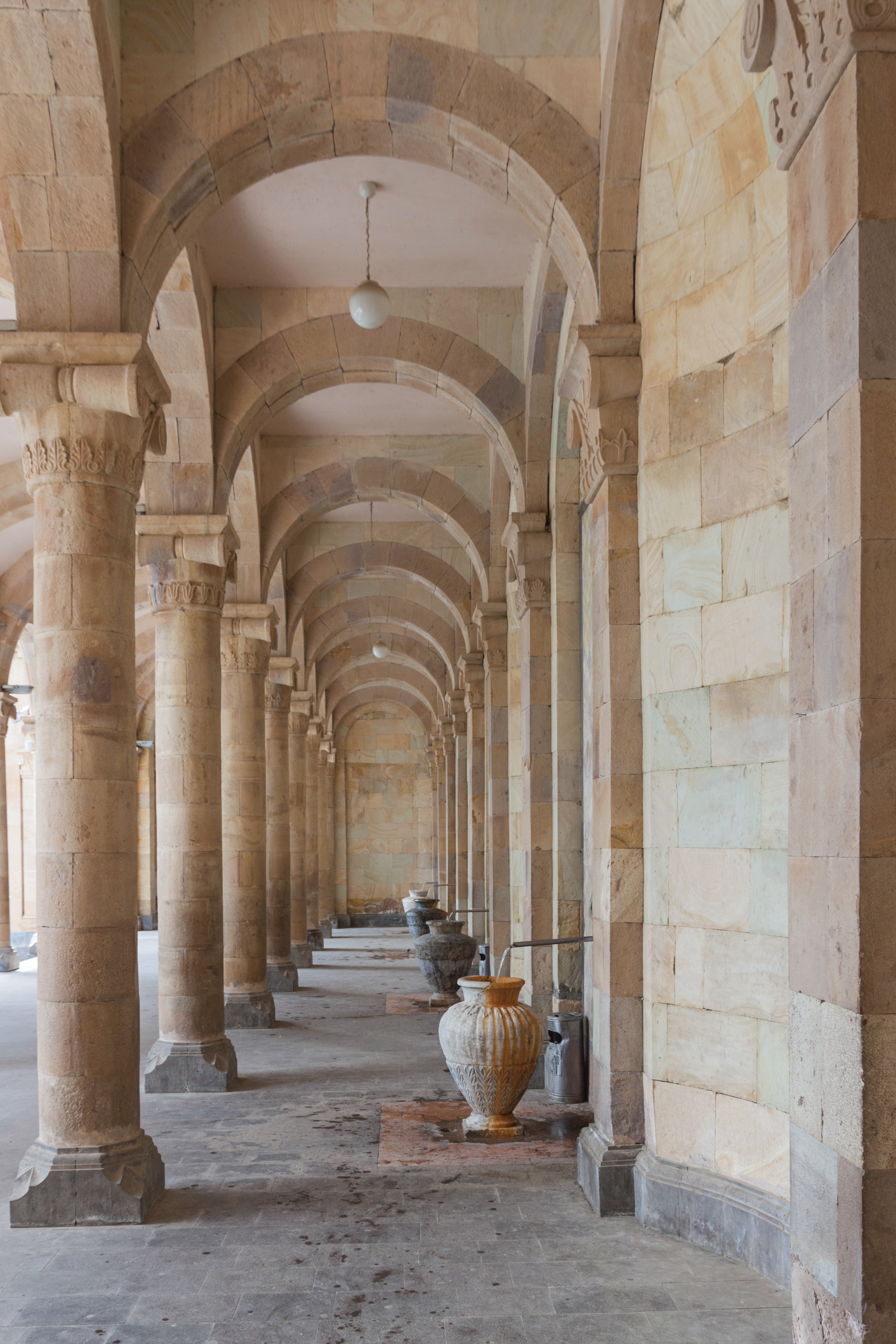
Galeria d'aigües termals
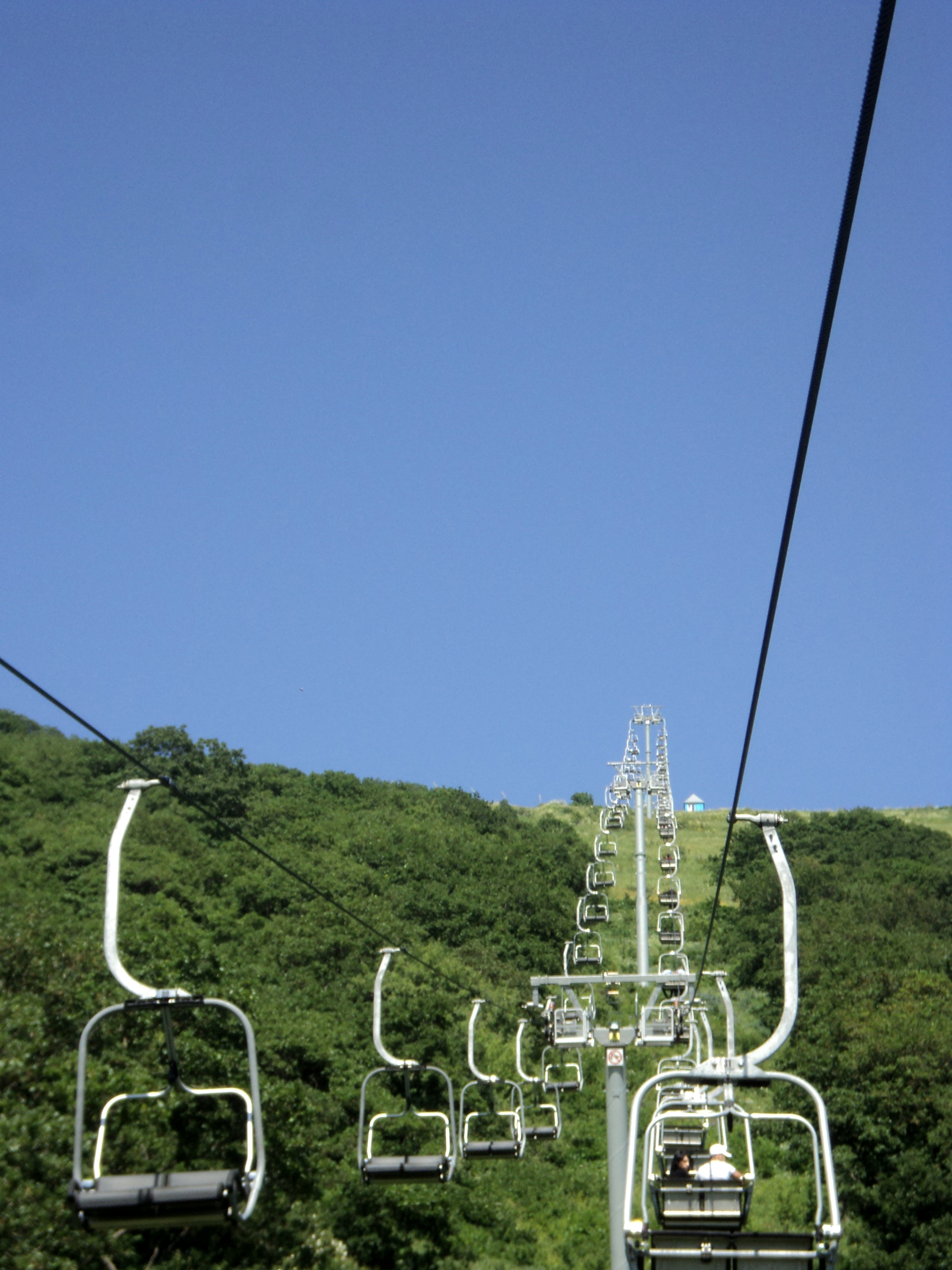
Telefèric de Djermuk
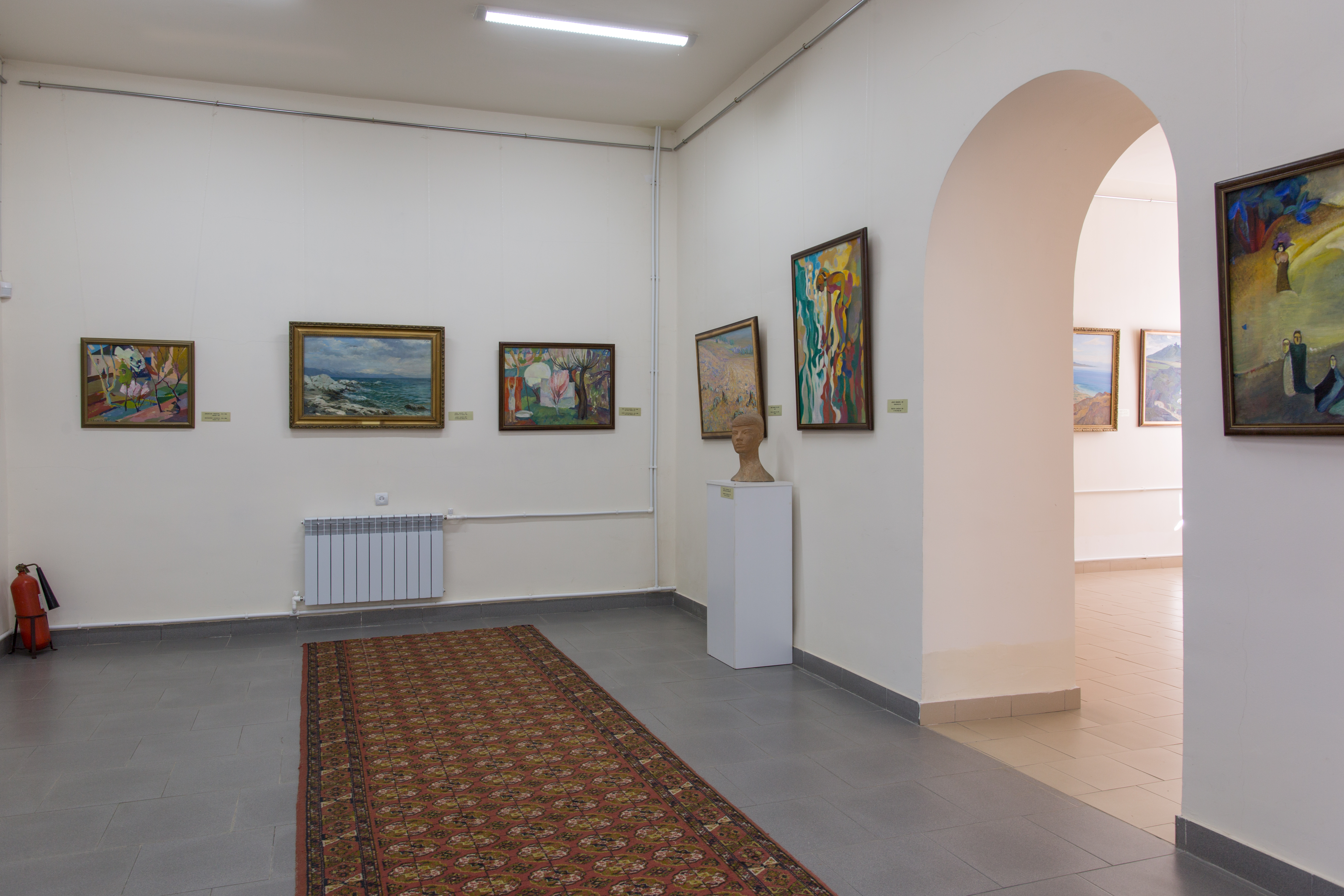
Galeria d'art
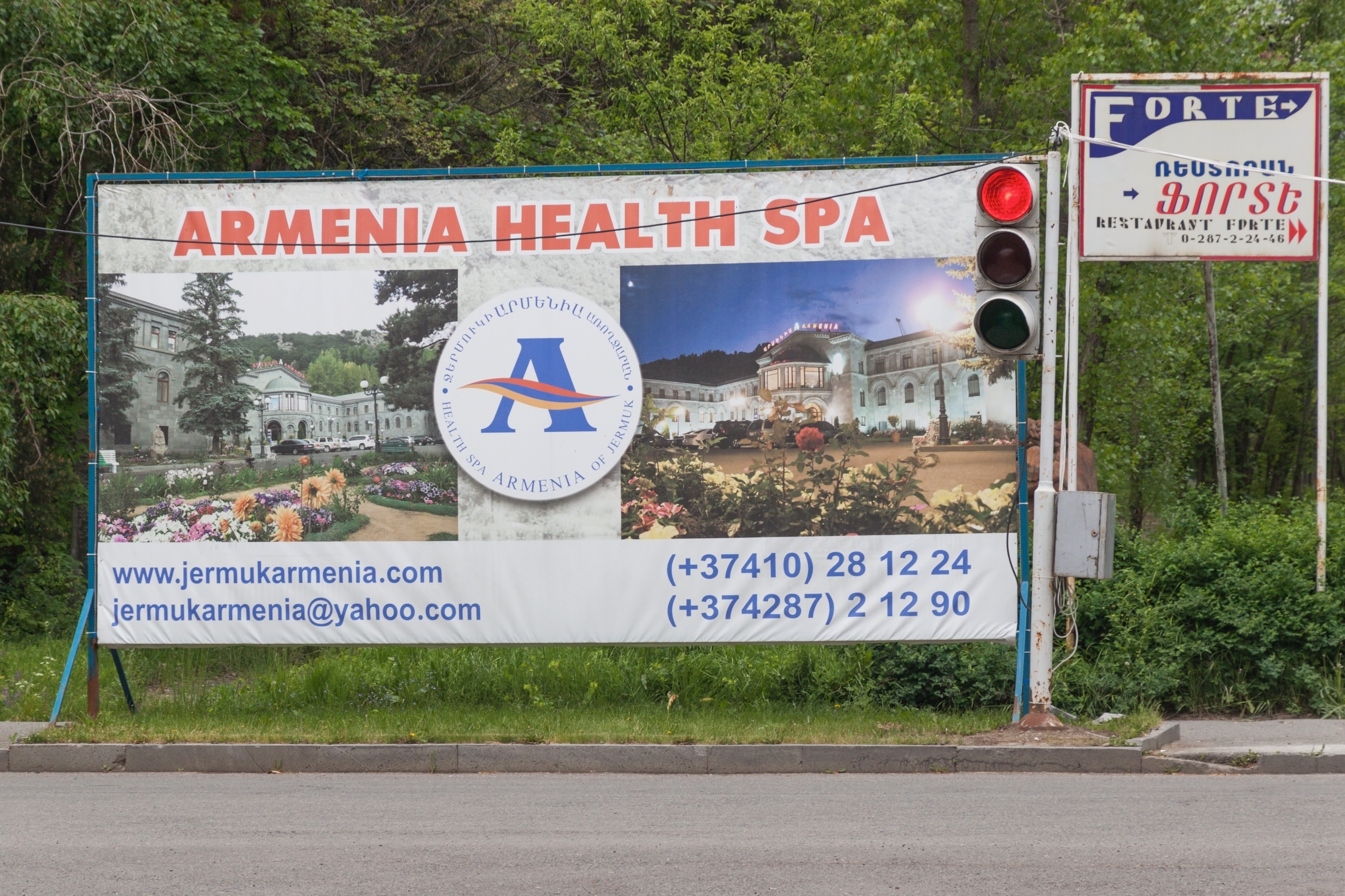
Cartell anunciant Djermuk
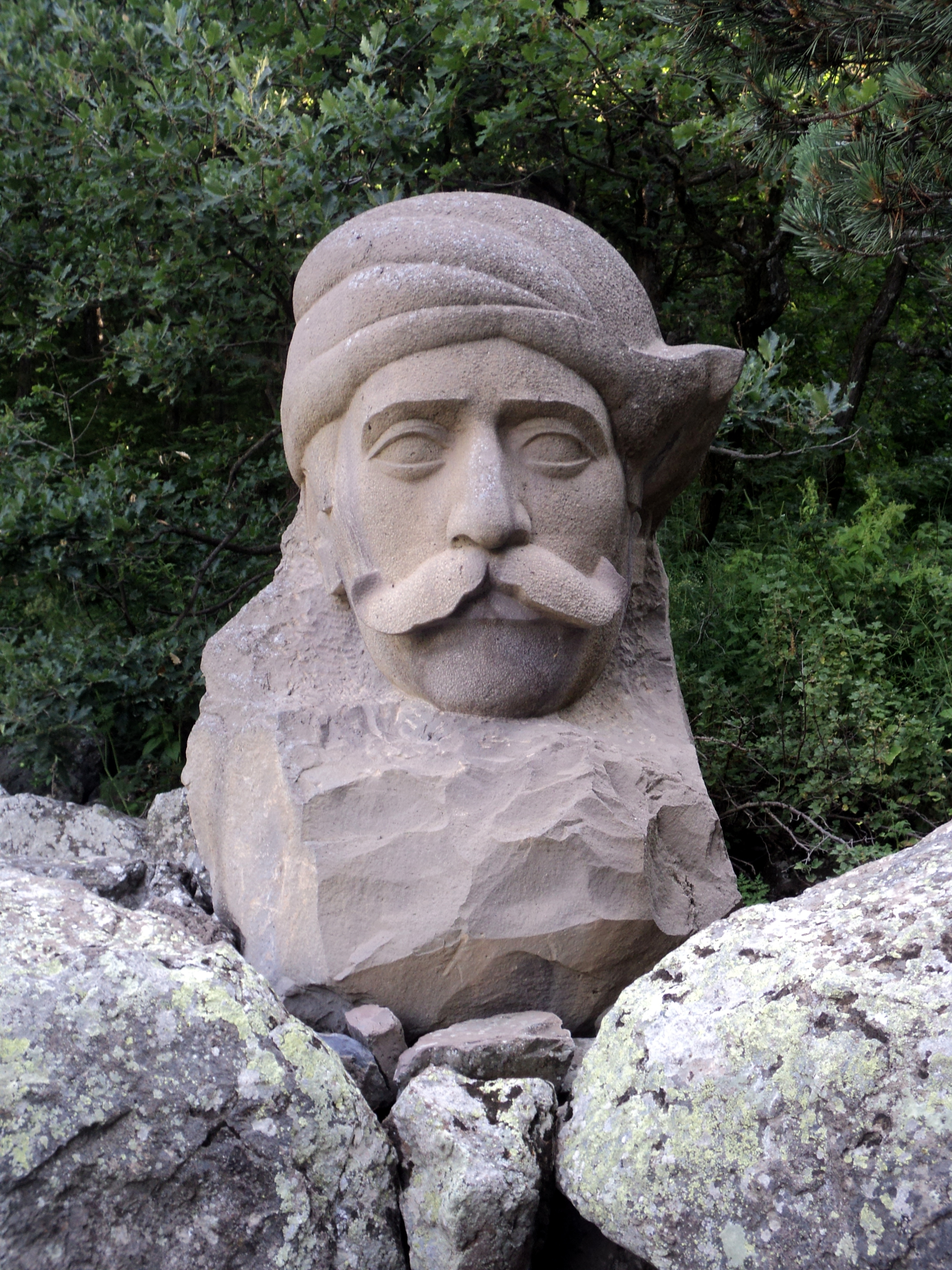
Carrer Ferdinand Ghazaryan
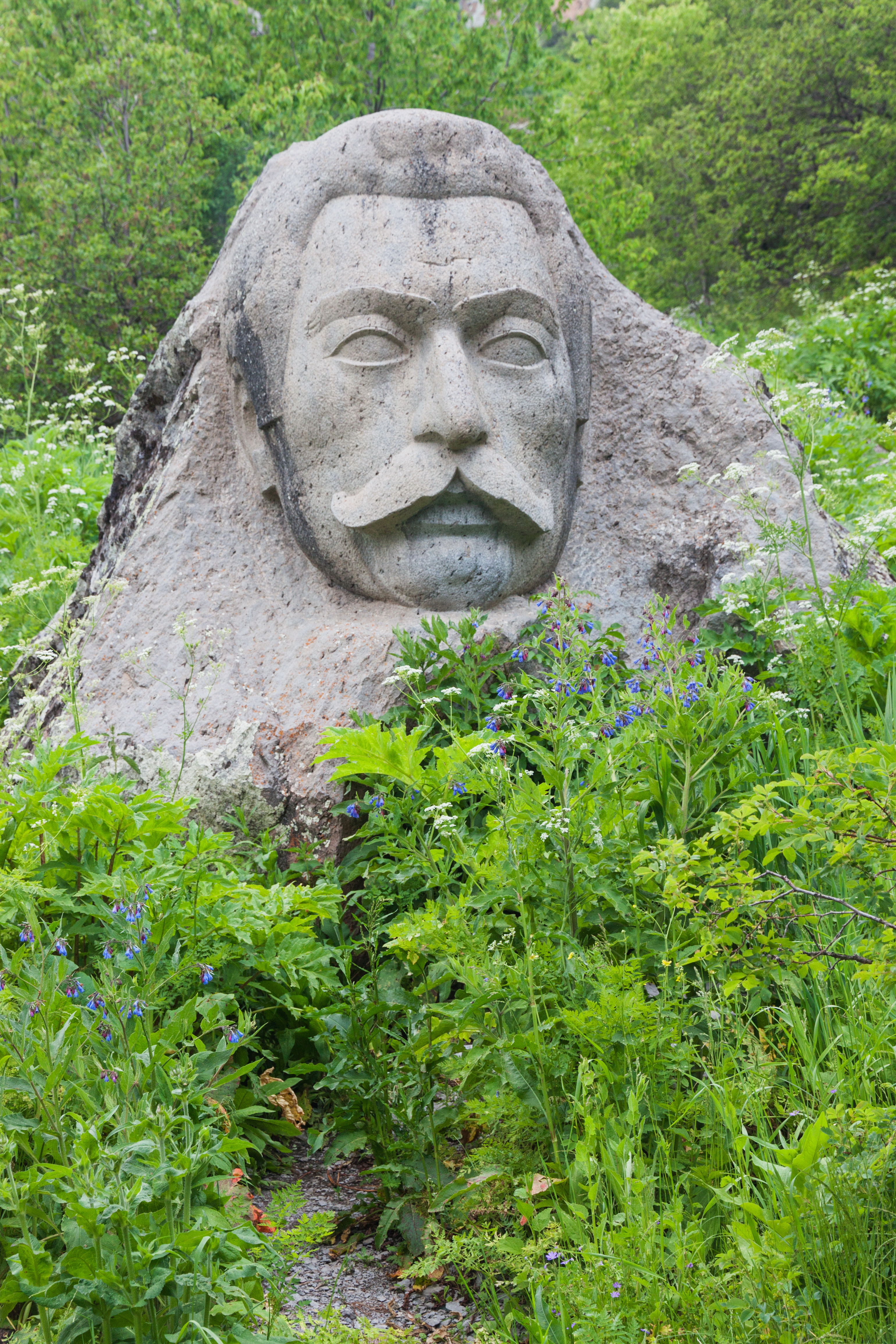
Carrer Ferdinand Ghazaryan
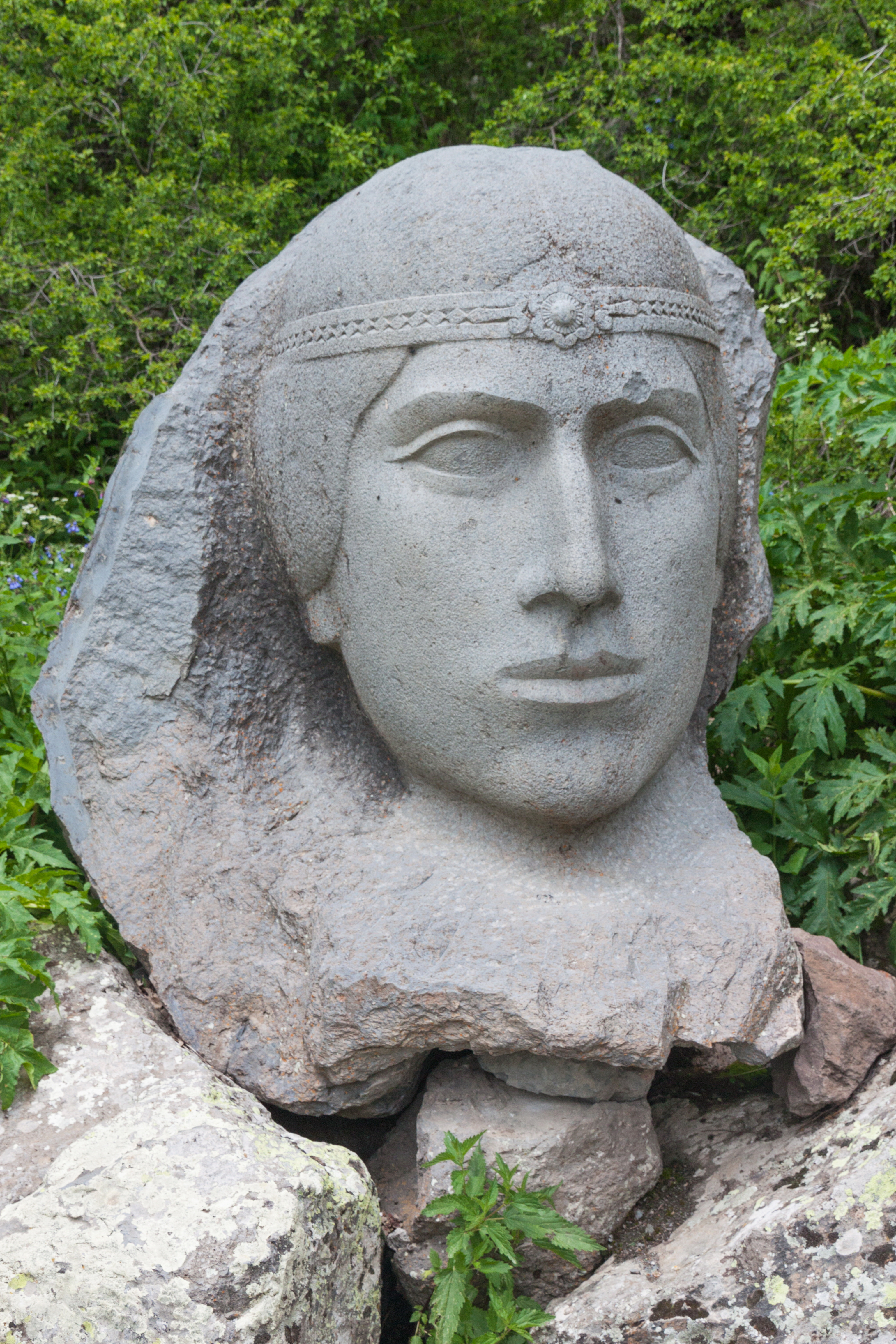
Carrer Ferdinand Ghazaryan
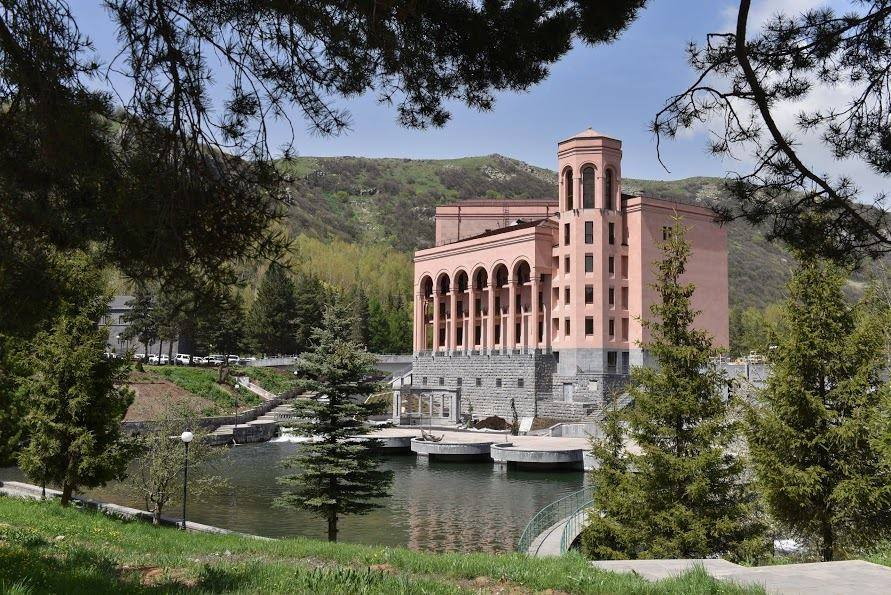
Hotel Jermuk